# ديفيد موريس
ديفيد ريتشارد موريس (15 مارس 1946 - 22 يوليو 2022)، هو رئيس سابق لنادي ليفربول الإنجليزي. دامت رئاسته بين سنتيّ 1990 و2007، كما انتُخب رئيسًا فخريًا للنادي مدى الحياة.
توفي موريس عن عمر يناهز 76 عامًا في 22 يوليو 2022، بعد أسابيع فقط من وفاة زوجته مارج.